# Zend Framework
Zend Framework (ZF) es un framework de código abierto para desarrollar aplicaciones web y con servicios web PHP. ZF es una implementación que usa código 100% orientado a objetos. En la estructura de los componentes de ZF cada componente está construido con una baja dependencia de otros componentes. Esta arquitectura débilmente acoplada permite a los desarrolladores utilizar los componentes por separado. A menudo se refiere a este tipo de diseño como "use-at-will" (uso a voluntad).
Aunque se pueden utilizar de forma individual, los componentes de la biblioteca estándar de Zend Framework conforman un framework de aplicaciones web al combinarse. ZF ofrece una implementación MVC, una abstracción de base de datos, y un componente de formularios que implementa la prestación de formularios HTML, validación y filtrado para que los desarrolladores puedan consolidar todas las operaciones usando de una manera sencilla la interfaz orientada a objetos. Otros componentes, como Zend_Auth y Zend_Acl, proveen autentificación de usuarios y autorización diferentes a las tiendas de certificados comunes. También existen componentes que implementan bibliotecas de cliente para acceder de forma sencilla a los web services más populares. Cualesquiera que sean las necesidades de su solicitud, usted tiene todas las posibilidades de encontrar un componente de Zend Framework que se pueda utilizar para reducir el tiempo de desarrollo.
El principal patrocinador del proyecto Zend Framework es Zend Technologies, pero muchas empresas han contribuido con componentes o características importantes para el marco. Empresas como Google, Microsoft y StrikeIron se han asociado con Zend para proporcionar interfaces de servicios web y otras tecnologías que desean poner a disposición de los desarrolladores de Zend Framework.
Zend Framework es un framework de código abierto para PHP desarrollado por Zend Technologies. [¹] Fue ampliamente utilizado para el desarrollo de aplicaciones web debido a su arquitectura modular y flexible. [²]